# Östen Holsti
Östen Nikolai Holsti, född 23 mars 1887 i Helsingfors, död 5 oktober 1952 i Portland, Oregon, var en finländsk läkare. Han var son till tillika läkaren Hugo Holsti.
Holsti tjänstgjorde 1910–1913 vid olika sjukhus i Helsingfors innan han 1913 blev medicine och kirurgie doktor. Från 1913 till 1920 var han privatpraktiserande läkare på amerikanska västkusten. År 1924 blev han docent i invärtes medicin vid Helsingfors universitet, 1933 e.o. professor och 1944 professor. Till USA återvände han 1948 för attundervisa vid universitetet i Portland, Oregon, där han var gästprofessor fram till sin död. Som vetenskapsman var han främst känd för sina undersökningar om reumatiska infektioner och kronisk ledgångsreumatism. 